# Tangutológia
A tangutológia a tangut nép kultúráját, történelmét, művészetét, és nyelvét vizsgáló tudomány, amely különös tekintettel a tangut által saját írásukkkal lejegyzett dokumentumok, művek filológia kutatásán alapul.
A tangutok 1038-ban Nyugati Hszia (Xia) néven önálló dinasztiát alapítottak Északnyugat-Kínában, amely egészen 1227-ig, a mongol hódításokig fennmaradt. A tangut írást 1036-ban fejlesztették ki és vezették be általános használatra. A könyvnyomtatásnak köszönhetően az írásrendszer széles körben elterjedt, és a dinasztia bukását követően szórványosan még a mongol Jüan (Yuan)- (1271–1368) és a Ming-dinasztia (1368–1644) idején is létezett. A legutolsó tangut írással lejegyzett emlék, az 1502-ből származó buddhista felirat, amely a Hopej (Hebei) tartománybeli Paoting (Baoding) templomának, két, úgynevezett „dharani oszlopán” olvasható. A mandzsu Csing (Qing)-dinasztia (1644–1911) idejére a tangut nyelv az írással együtt kihalt, emléke elveszett. A Szung (Song)-, a Jüan (Yuan)- és a Ming-kori kínai könyvekben nem maradt nyoma a tangut írásnak. Majd csupán a 19. században fedezték fel újra.

## A tangutológia kezdetei

### A tangut írás legkorábbi azonosítása

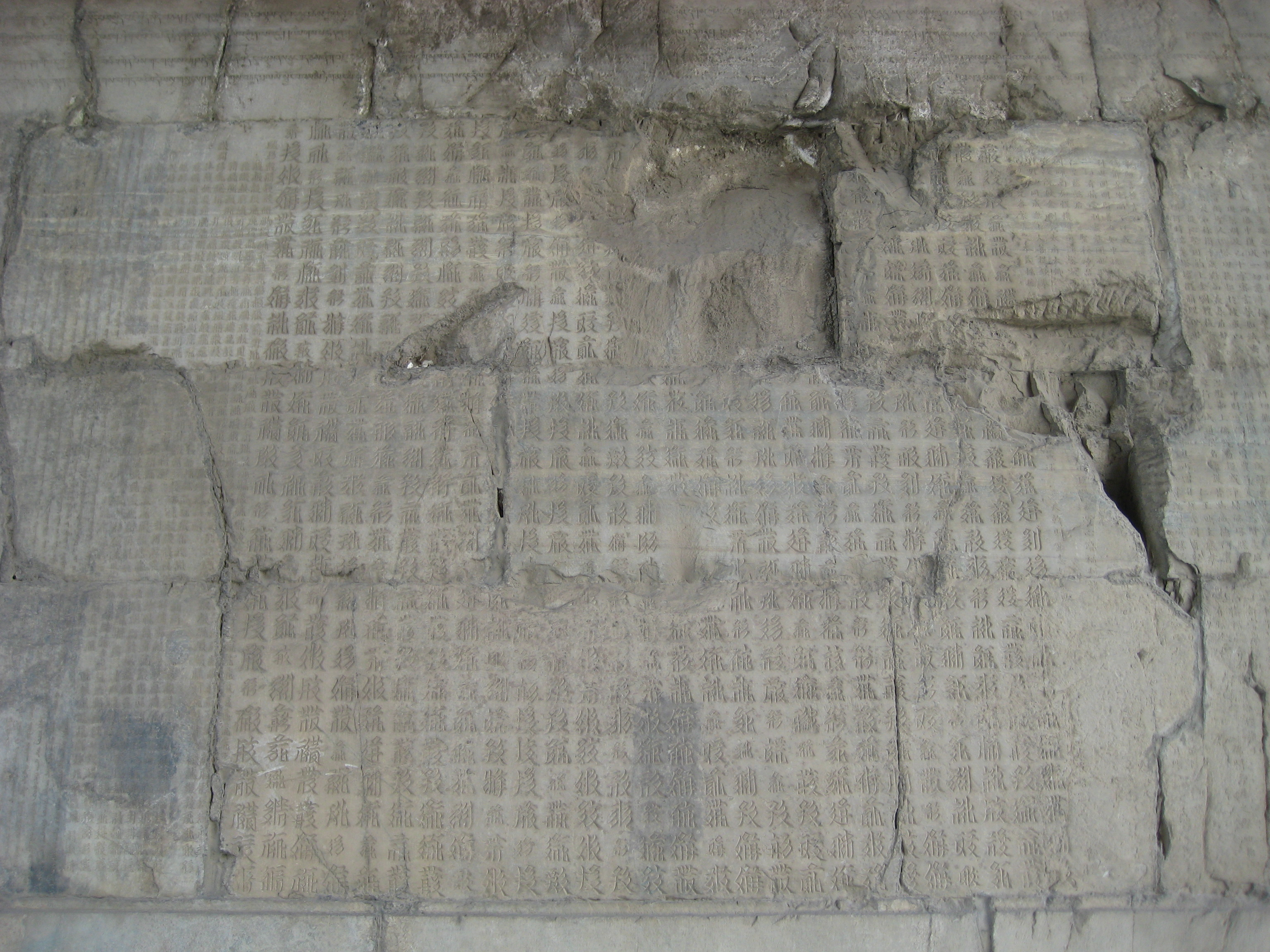
A 14. század közepéről származó tangut nyelvű buddhista szöveg a Peking közelében található csüjungkuan (juyongguan)i kapu belső oldalán

A tangut írás legkorábbi modern azonosítása a kínai tudós, Csang Su (Zhang Shu) (张澍; 1781–1847) nevéhez fűződik, aki 1804-ben a Kanszu (Gansu) tartománybeli Vuvej (Wuwei)ben, a Hukuo (Huguo) templom (護國寺) sztúpájának kétnyelvű feliratát tanulmányozva állapította meg, hogy a szöveg a kínai mellett az egykori Nyugati Hszia (Xia)-dinasztianyelvén íródott. Ekkor nyert bizonyosságot az is, hogy a Peking közelében húzódó nagy fal csüjungkuan (juyongguan)i (居庸關) kapujának belső oldalán olvasható, addig ismeretlen nyelvű felirat, ugyancsak tangut nyelven íródott.
Csang (Zhang) felfedezése szinte a század végéig visszhang nélkül maradt és nem vált széles körben ismertté. Jól lehet, a „Felhő-terasz” (Jüntaj (Yuntai) 雲臺) néven ismert kapu – amely eredetileg 1343–1345-ben egy pagoda alapjaként épült – belső oldalán olvasható hat különböző írással (kínai, szanszkrit, phagpa, tibeti, régi ujgur és tangut) feljegyzett buddhista tartalmú szöveg közül addig mind a kínai, mind pedig a nyugati tudósok csak az első ötöt azonosították. A brit misszionárius Alexander Wylie (1815–1887) 1870-ben az "An ancient Buddhist inscription at Keu-yung Kwan" című tanulmányában az ismeretlen írást még dzsürcsiként azonosította. Az ugyancsak brit orientalista, Stephen Wootton Bushell (1844–1908) volt az első nyugati tudós, aki 1899-ben megjelent tanulmányában adta közre az akkor már 95 éve ismert tényt, miszerint a kapubélésen olvasható hatodik, ismeretlen írás nem más mint a tagut.

### A tangut írás megfejtésére tett első kísérletek

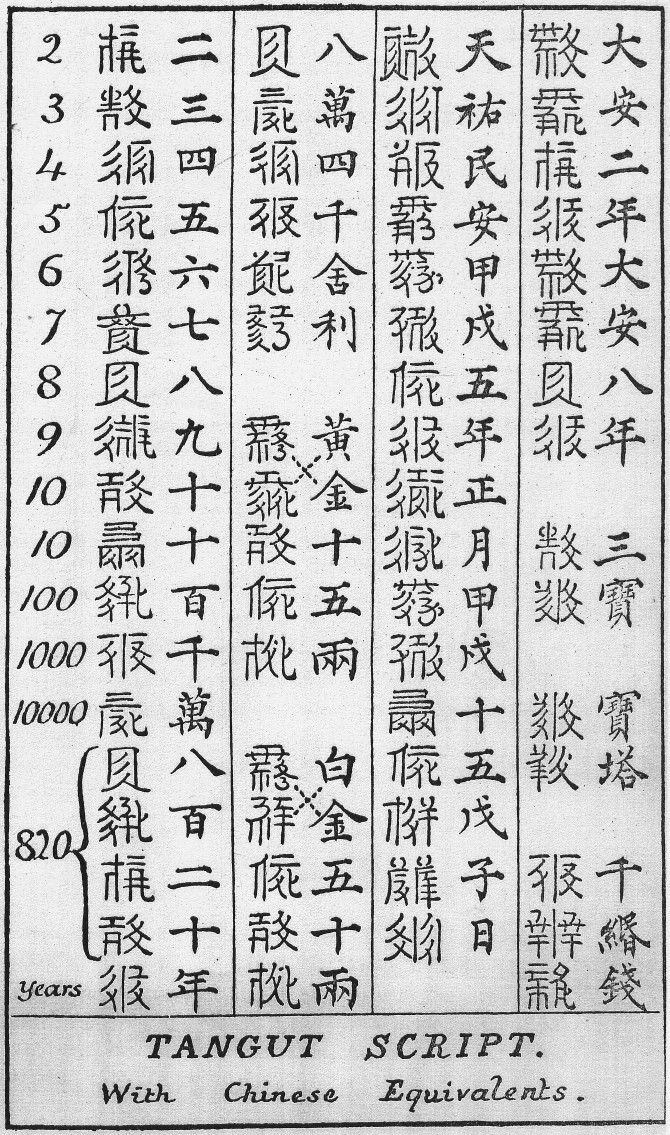
37 tangut írásjegy Bushell-féle megfejtési kísérlete

Bushell, aki 1868-tól 1900-ig orvosként tevékenykedett a pekingi brit nagykövetségen, szenvedélyes numizmatikus volt, s gyűjteménye számos, a Nyugati Hszia (Xia)-dinasztia idejéből származó, tangut írásjegyekkel is jelzett pénzérmét tartalmazott. Kutatási anyagát elsősorban ezek az érmék képezték, s a 37 tangut írásjegy megfejtését tartalmazó tanulmányát 1896-ban jelentette meg.
Bushell tangut numizmatikai tevékenységével nagyjából egyidőben, a pekingi francia követség egyik tolmácsa, Georges Morisse a Lótusz szútra tangut nyelvű, háromkötetes fordítása alapján próbálta megfejteni a tangut írást. Az 1901-ben megjelentetett munkájában Morisse mintegy 160 tangut írásjegyet azonosított és bizonyos nyelvtani szabályokat is képes volt felismerni.

## A tangutológia fejlődése (1908-tól az 1930-as évekig)
A fennmaradt tangut nyelvű szövegek gyér száma igen csak megnehezítette a Bushell és Morisse által megkezdett, közvetlenül a tangut íráson alapuló további filológiai kutatások kibontakozását. Ez a megtorpanás azonban csak 1908-ig tartott, amikor is Belső-Mongóliában, a Góbi sivatag szélén Pjotr Kozlov (1863–1935) felfedezte az egykori Nyugati Hszia (Xia)-dinasztia erődvárosát, Kara-hotót. A tangutok híres „fekete városa” a sivatagból előretörő homok miatt a Ming-dinasztia idejére elnéptelenedett, és mintegy félévezreden át a homokba temetve, érintetlenül áll. Kozlov a város falain kívül álló hatalmas sztúpát berobbantatta, és annak belsejében mintegy kétezer nyomtatott könyvet, kéziratot fedezett fel, melyek zöme kínai és tangut nyelven íródtak, de a tangut buddhista művészet számos páratlan emlékei is innen került elő. Kozlov a leletet Szentpétervárra az Orosz Földrajzi Társasághoz szállíttatta. Innen a teljes anyag átkerült a Tudományos Akadémia Ázsia Múzeumába, amely később az Orosz Tudományos Akadémia Orientalisztikai Kutató Intézetének szentpétervári tagozata lett, a mai neve pedig Keleti Kéziratok Intézete. Kozlov páratlan felfedezésének volt köszönhető, hogy a tangutológia az orientalisztikán belül önálló tudományággá válhatott.

### Az orosz tangutológia

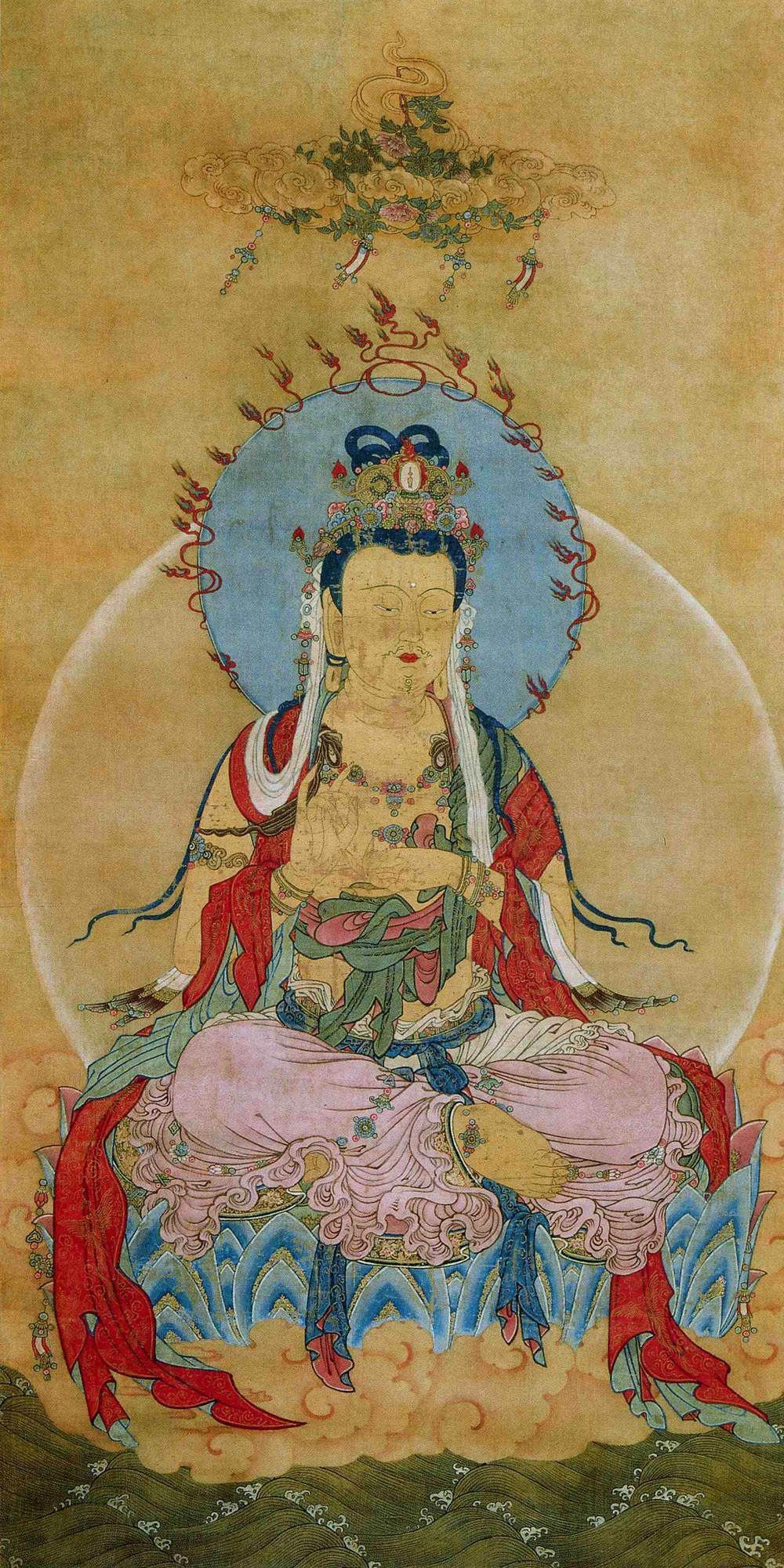
Kara-hotóból származó tangut buddhista festmény

Miután a kara-hotói lelet 1909 őszén Szentpétervárra érkezett, a sinológus Alekszej Ivanov (1878–1937) látott neki a hatalmas anyag katalogizálásához, és előzetes tudományos vizsgálatához. A tangut írás megfejtéséhez vezető jelentős áttörést a kínai–tangut nyelvű szójegyzék, jelentette, amely a „Gyöngy a tenyérben” (Fan–Han Ho-si Csang-csung-csu (Fan-Han Heshi Zhangzhungzhu) 番漢合時掌中珠) címet viseli. A khara-hotói anyagból később olyan tangut egynyelvű szótárak és glosszáriumok is előkerültek, mint a „Homofónok” (Jin-tung (Yintung) 音同), az „Írásjegyek tengere” (Ven-haj (Wenhai) 文海), vagy a „Vegyes írásjegyek” (Ca-ce (Zazi) 雜字).
Ivanov 1909 és 1920 között számos, a tangut írással kapcsolatos tudományos cikket adott közre, amely nagy segítséget és egyben bátorítást is jelentett más tudósok számára a tangut nyelv tanulmányozásához. 1916-ban a német orientalista, Berthold Laufer (1874–1934), épp Ivanov tanulmányainak nyomán jelentette meg az a publikációját, amelyben elsőként kísérelte meg néhány tangut írásjegy hangtani rekonstrukcióját, amely alapján arra a feltételezésre jutott, hogy a tangut nyelv genealógiailag a tibeto-burmai nyelvcsalád lolo-moszo (ma: lolo-burmai) ágához tartozhatott.
A „Gyöngy a tenyérben” és más szótárak, glosszáriumok alapján Ivanov össze tudta állítani az első rövid, mintegy 3 000 tangut írásjegyet tartalmazó szótárat. Szótárával már 1918-ra elkészült, ám az országban kialakult bizonytalan politikai állapotok miatt ekkor még nem jelentette meg. A csupán kéziratban létező szótárat az Ázsia Múzeumban hagyta, és 1922-ben visszatért szülővárosába. 1937-ben azonban Ivanov a sztálini „nagy tisztogatás” áldozata lett, és a tangutológia mérföldkövévé válható munkájának nyoma veszett.
Ivanov munkáját Nyikolaj Nyevszkij (1892–1937) folytatta. Nyevszkij 1915 óta Japánban élt és elsősorban a japán, az ainu, valamint Tajvan őslakosságának a cou (zou)knak (鄒) a nyelvét kutatta. Miután 1925-ben találkozott Ivanovval Kínában, érdeklődését felkeltették a kara-hotói tangut írásos szövegek, és úgy döntött maga is vállalkozik az írás megfejtésére. Nyevszkij 1929-ben tért vissza a Szovjetunióba és kezdte meg munkáját Leningrádban az Orientalisztikai Intézetben. 1937 késő őszén az általa összeállított szótár készen állt a kiadásra, amikor japán feleségével együtt letartóztatták és kivégezték. Ezzel majd három évtizedre megtorpantak a tangut tárgyú kutatások a Szovjetunióban.

### Kína
1912-ben a neves kínai antikvárius, Lo Csen-jü (Luo Zhenyu) (1866–1940) találkozott Ivanovval Szentpétervárott, és engedélyt kapott tőle, hogy a „Gyöngy a tenyérben” című glosszárium kilenc oldaláról másolatot készítsen, amelyet még ebben az évben megjelentetett Kínában. 1922-ben ismét találkozott Ivanovval, ezúttal Tiencsin (Tianjin)ben, és rábeszélte az orosz tudóst, hogy a teljes művet lemásolhassa. Ezt később, 1924-ben legidősebb fia, Lo Fu-cseng (Luo Fucheng) (羅福成; 1885–1960) jelentette meg. 1935-ben ugyancsak Lo Fu-cseng (Luo Fucheng) jelentette meg a „Homofónok” fakszimile kiadását is. Lo (Luo) harmadik fia, Lo Fu-csang (Luo Fuchang) (羅福萇; 1896–1921) folytatta a tangut művek iránt családi elkötelezettség hagyományát, és 18 éves korában írt egy kézikönyvet a tangut írásról.
1917-ben a Ninghszia (Ningxia) tartománybeli Lingvu (Lingwu)ban öt cserépkoró került elő, amelyekbe egykor elrejtett tangut nyelvű buddhista szövegeket találtak. Az anyagot Pekingbe küldték, és a Kínai Nemzeti Könyvtár tangut gyűjteményének első első kincseivé lettek. A lelettel kapcsolatos tudományos vizsgálatok eredményeit 1932-ben a Bulletin of the National Library of Peiping különszámában adták közre. Az anyag tudományos feldolgozásában olyan kínai, japán és orosz szakemberek vettek részt, mint Lo Fu-cseng (Luo Fucheng), Vang Csing-zsu (Wang Jingru) (王靜如; 1903–1990), Isihama Dzsuntaró (石滨纯太郎), Ivanov és Nyevszkij.

### Máshol
Az 1920-as és 1930-as években néhány tudós, mint például Nyevszkij a Szovjetunióban, Laufer Németországban, Vang Csing-zsu (Wang Jingru) Kínában és Stuart N. Wolfenden (1889–1938) az Egyesült Államokban (a kaliforniai Berkeley Egyetemen) arra a néhány, Kara-hotóból előkerült, tangut szövegekhez íródott tibeti szójegyzékre összpontosította a figyelmét, amelyek segítségével lehetőség nyilt a tangut nyelv hozzávetőleges fonetikai rekonstrukciójára is.
Mindeközben Angliában Gerard Clauson (1891–1974) hozzálátott a Stein Aurél által, 1913–1916-ban Kara-hotóban feltárt és a londoni British Museumban őrzött tangut nyelvű kézirattöredékek feldolgozásához. 1937–1938-ban Clauson elkészítette a Hszi-hszia (Xixia) nyelv vázlatos szótárát (Skeleton dictionary of the Hsi-hsia language), amely azonban soha sem jelent meg.
A Távol-Keleten dúló második kínai–japán háború, valamint a Szovjetunióban kibontakozó politikai diktatúra miatt az 1930-as évek második felében megtorpantak a kínai, a japán és az orosz tangutológiai kutatások. A második világháború kitörését követően pedig Európában és az Egyesült államokban is szünetelt a tangutológia.

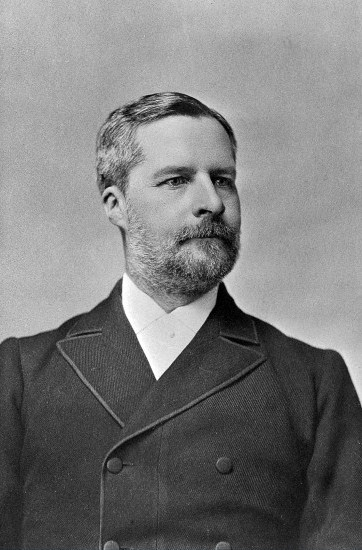
Stephen Wootton Bushell
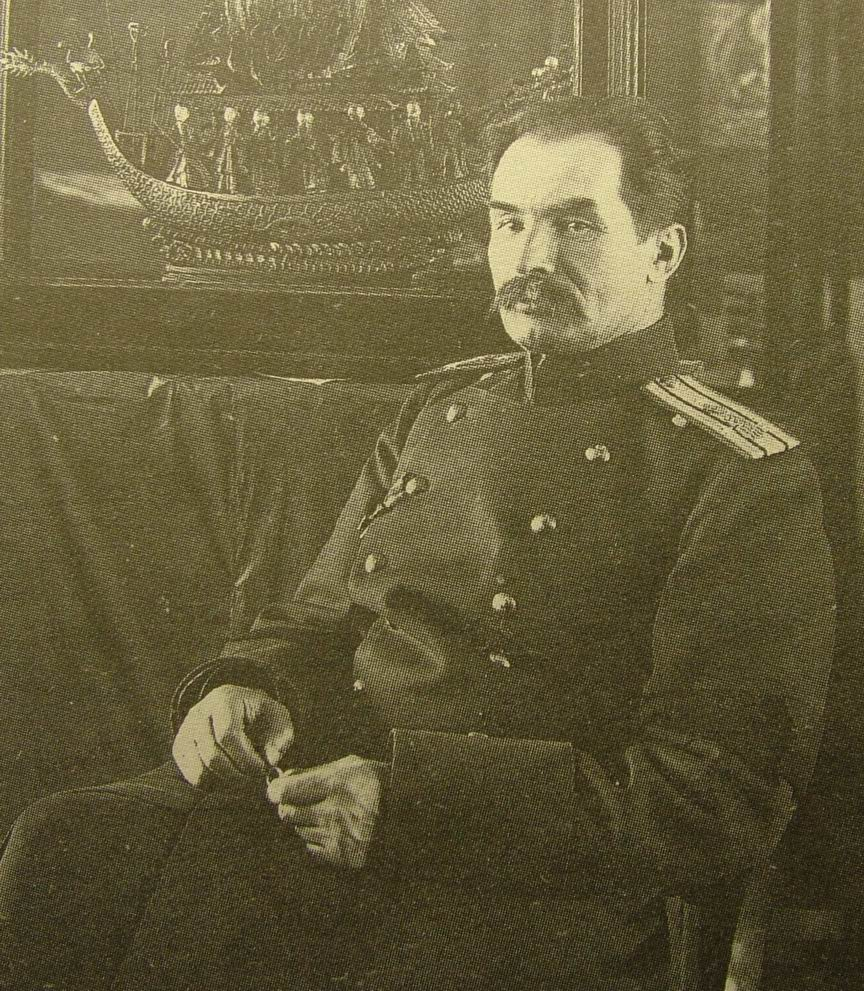
Pjotr Kozlov
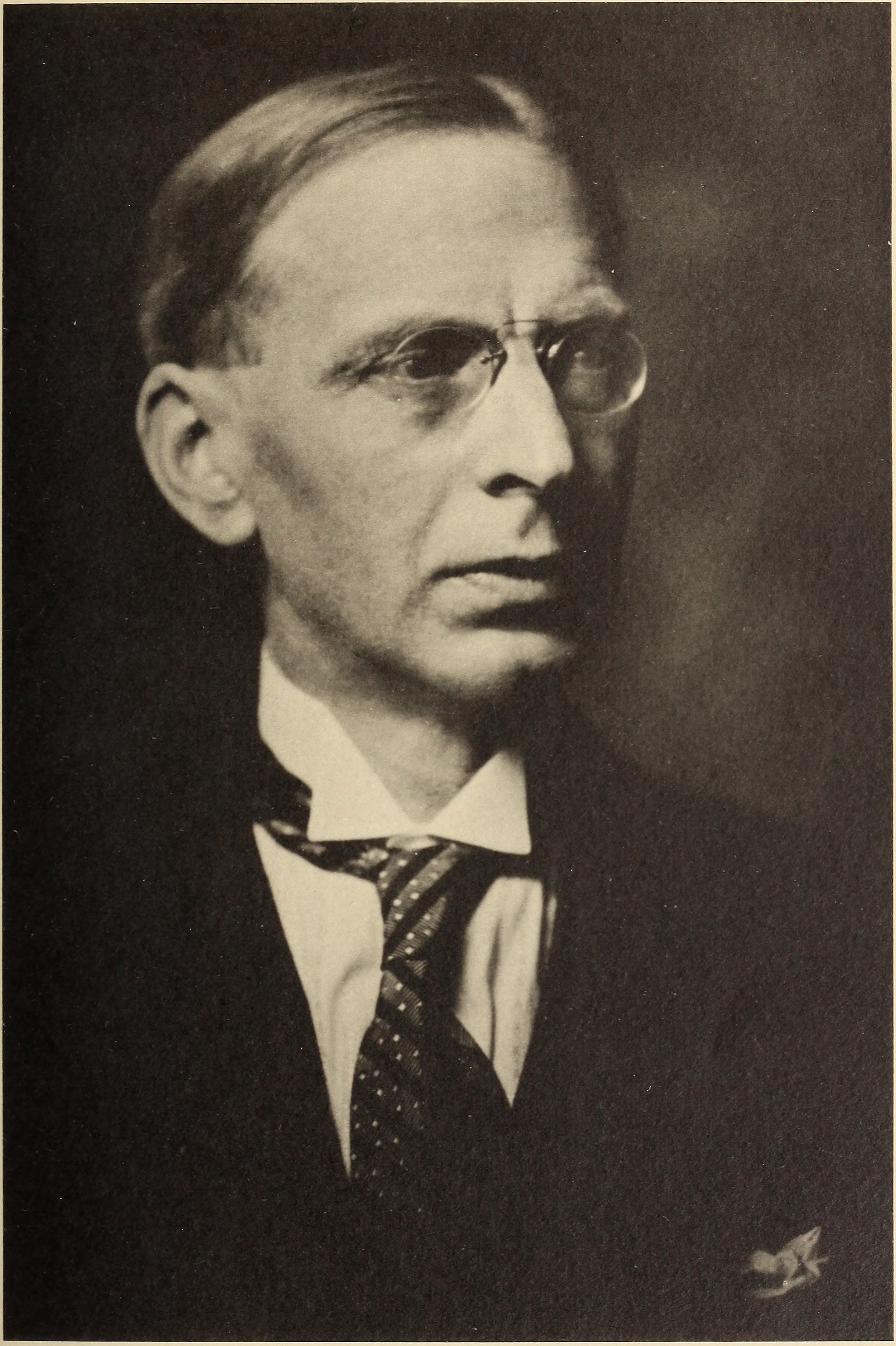
Berthold Laufer
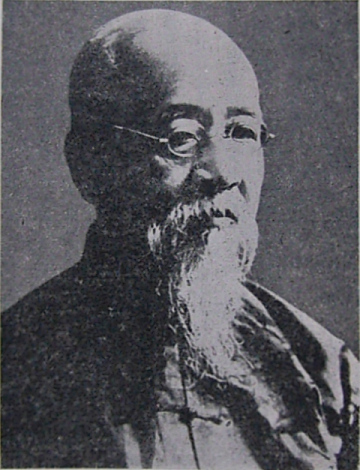
Lo Csen-jü (Luo Zhenyu)
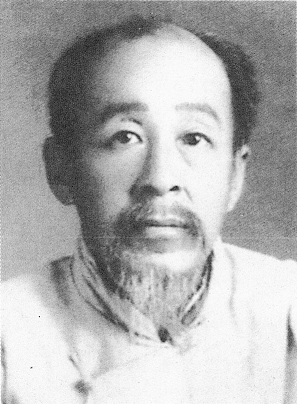
Lo Fu-cseng (Luo Fucheng)
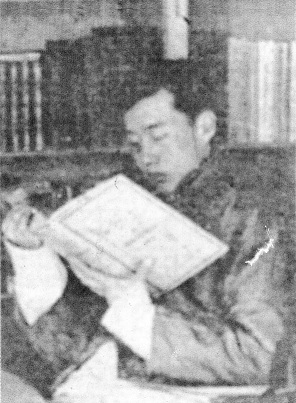
Lo Fu-csang (Luo Fuchang)

## A tangutológia újjáéledése (az 1950-es és 1990-es évek között)

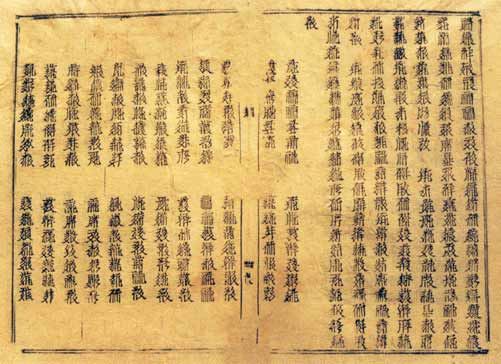
Az Avatamszaka szútra tangut változata

### Japán
A második világháborút követően majd egy teljes évtizedre volt szükség, hogy a tangutológiai kutatások újra induljanak. Elsőként Nisida Tacuo (西田龍雄; 1928–2012) a Kiotói Egyetem kutatója jelentkezett említésre méltó eredményekkel az 1950-es évek közepén. A ma már korábban is ismert, úgy nevezett „Felhő-terasz” felirat vizsgálatát követően a kiváló japán szakember figyelme a tangut nyelv hangtani rekonstrukciója felé terelődött. 1964–1966-ban jelentette meg monumentális művét a tangut nyelv fonológiai rekonstrukciójával kapcsolatban, amely egy 3 000 írásjegy jelentését is tartalmazó szótárat is magában foglalt. A későbbiekben Nisida tanulmányozta a tangut nyelvű Avatamszaka szútrát (1975–1977) és a tangut szertartási verseket is (1986).

### Szovjetunió

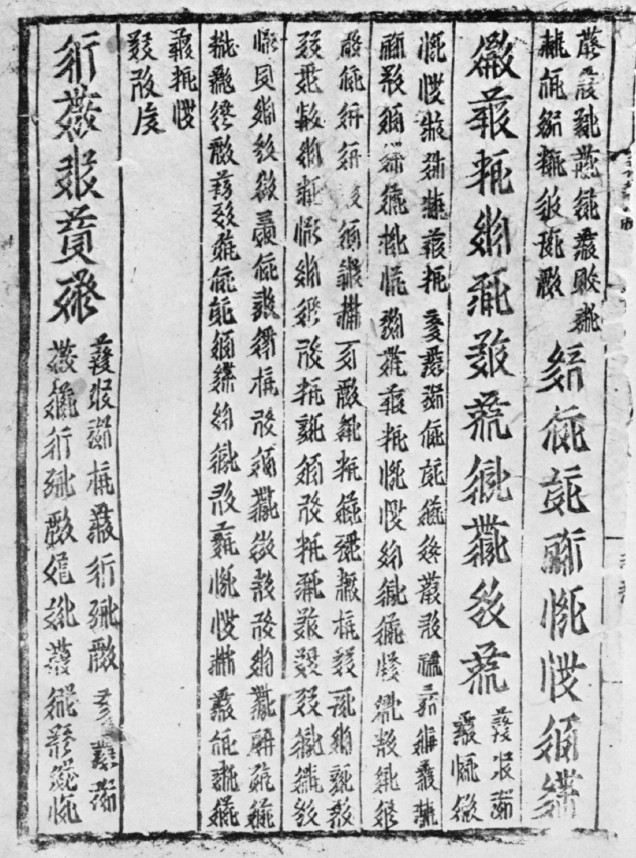
A háború művészetének tangut változata

A Szovjetunióban a tangutológia újjáéledése 1960-ra tehető, amikor is megjelentették a 23 évvel korábban kivégzett Nyevszkij monumentális, Tangut filológia című művét, amelyért két évvel később, 1962-ben posztumusz Lenin-díjjal tüntették ki. A két kötetben megjelentetett, mintegy ezer kéziratos oldalt tartalmazó mű a tangut írás első modern szótárának tekinthető, amely a kutatók új nemzedékének nyitott utat a tangut nyelvű szövegek vizsgálatához. Az 1960-as években a leningrádi Keleti Kéziratok Intézetében, Jevgenyij Kicsanov (1932–2013) vezetésével egy fiatal tudósokból verbuválódott csoport látott neki az akkor már több mint fél évszázada feldolgozatlan kara-hotó tangut nyelvű szövegek tudományos vizsgálatához és fordításához.
Vállalkozásuk egyik legjelentősebb eredménye az egynyelvű tangut rímszótár, az „Írásjegyek tengere” című mű feldolgozása és 1969-ben történt megjelentetése volt, amely munkában Kicsanov mellett Kszenyija Keping (1937–2002), Vszevolod Kolokolov (1896–1979) és Anatolij Tyerentyjev-Katanszkij vett részt. Kolokolov és Kicsanov közösen végezték el a kínai konfuciánus művek tangut változatának tudományos vizsgálatát, amely munkának a nehézségét az jelentette, hogy nem nyomtatással készültek, hanem a szövegek nehezen olvasható kézírással íródtak. Keping rendkívül fontos tudományos eredménye a tangut nyelv nyelvtanáról írt műve, valamint a Szun-ce (Sunzi) A háború művészete című műve tangut változatának fordítása és elemzése, amely 1979-ben jelent meg. Keping pontosította a japán tudós, Nisida elméletét a kétféle tangut nyelvi stílusról, és a „köznyelv” mellett egy „rituális nyelv” meglétét is kimutatta, amelyet feltehetően a tangut sámánok használhattak szertartásaik alkalmával még a buddhizmus felvétele, illetve általános elterjedését megelőzően. Tyerentyjev–Katanszkij 1981-ben kiváló összefoglalást tett közzé a tangut könyvek technikai, könyvészeti jellegzetességeivel kapcsolatban. A tangutológia kiemelkedő szovjet képviselője volt Mihail Szofronov, akinek nagy jelentőségű tangut nyelvtana 1968-ban jelent meg.
A tangut nyelvű szövegek feldolgozása, fordítása mellett az olyan szovjet tudósok, mint Kicsanov és Keping jelentős mértékben járultak hozzá a tangut történelem, társadalom és vallás alaposabb megismeréséhez és megértéséhez is. Kicsanov 1968-ban publikálta a tangut államról szóló történelmi áttekintését, amely ebben a témában az első tudományos munka volt. Keping pedig a vallástörténeti kutatásaival szerzett további elévülhetetlen érdemeket.

### Kína
A Kína Népköztársaságban a kulturális forradalom miatt lassabban indultak újra a tangutológiai kutatások, mint Japánban, vagy a Szovjetunióban. Az 1970-es évek végéig szinte nem is jelent meg érdemleges publikáció ebben a témában.
A kínai tangutológusok új nemzedékének első kiemelkedő képviselője Li Fan-ven (Li Fanwen) (李範文; 1932–), aki tudományos karrierjét az 1970.es évek első felében, a Nyugati Hszia (Xia)-dinasztia uralkodói sírfeliratainak vizsgálatával. 1976-ban jelent meg a „Homofónok” című művel kapcsolatos tanulmánya, majd 1997-ben kiadásra került az első, általa összeállított tangut–kínai szótár is. Érdemes megemlíteni még Si Csin-po (Shi Jinbo) (史金波; 1940–), Paj Pin (Bai Bin) és Huang Csen-hua (Huang Zhenhua) nevét is, aki az „Írásjegyek tengere” című mű tanulmányozásával és fordításával (1983) írták be magukat a tangutológia történetébe.
Tajvanon Gong Hwang-cheng (龔煌城; 1934–2010), aki a sino-tibeti összehasonlító nyelvlészet egyik szaktekintélye, a tangut nyelv fonológiájával is foglalkozott, és 1997-ben kidolgozta a nyelv egy lehetséges hangtani rekonstrukcióját Li Fan-ven (Li Fanwen) szótárához.
Ebben az időben több nagyon fontos régészeti feltárásra is sor került Kínában, melyeknek köszönhetően számos, a tangutokkal kapcsolatos lelet is előkerült, még nyomtatott és kéziratos szövegek is. A tangut vonatkozású régészeti feltárások talán legfontosabbika az volt, amelyre Ninghsziában (Ningxiában), a Pajszekou (Baisigou) szögletes palota 1991-es illegális felrobbantása után került sor. Az innen származó legfontosabb lelet egy addig ismeretlen tangut nyelvű buddhista szöveg, amely a tibeti „Örök egyesülés dicsőséges tantrája” (tibetiül: dpal kun-tu kha-sbyor zhes-bya ba'i rgyud དཔལ་ཀུན་ཏུ་ཁ་སྦྱོར་ཞེས་བྱ་བའི་རྒྱུད) című tantrikus buddhista mű tangut fordítása. A tangut változatot valamikor a 12. század második felében nyomtathatták ki, így feltehetően ez a ma ismert legrégebbi, mozgatható fanyomóelemekkel nyomtatott könyv az egész világon.
A kínai tudósok kiemelt fontosságot tulajdonítanak a tangut buddhológiai kutatásoknak is. 1988-ban Si Csin-po (Shi Jinbo) igen jelentős, mérföldkőnek számító publikációt jelentetett meg a tangut buddhizmusról és buddhista művészetről. E tudományterület másik kiemelkedő tudósa Hszie Csi-seng (Xie Jisheng), aki a tangut tekercsképek szakértőjeként jelentős eredményeket ért el a tibeti tantrikus buddhizmusnak a tangut buddhizmusra gyakorolt hatásának vizsgálatában.

### Egyesült Államok

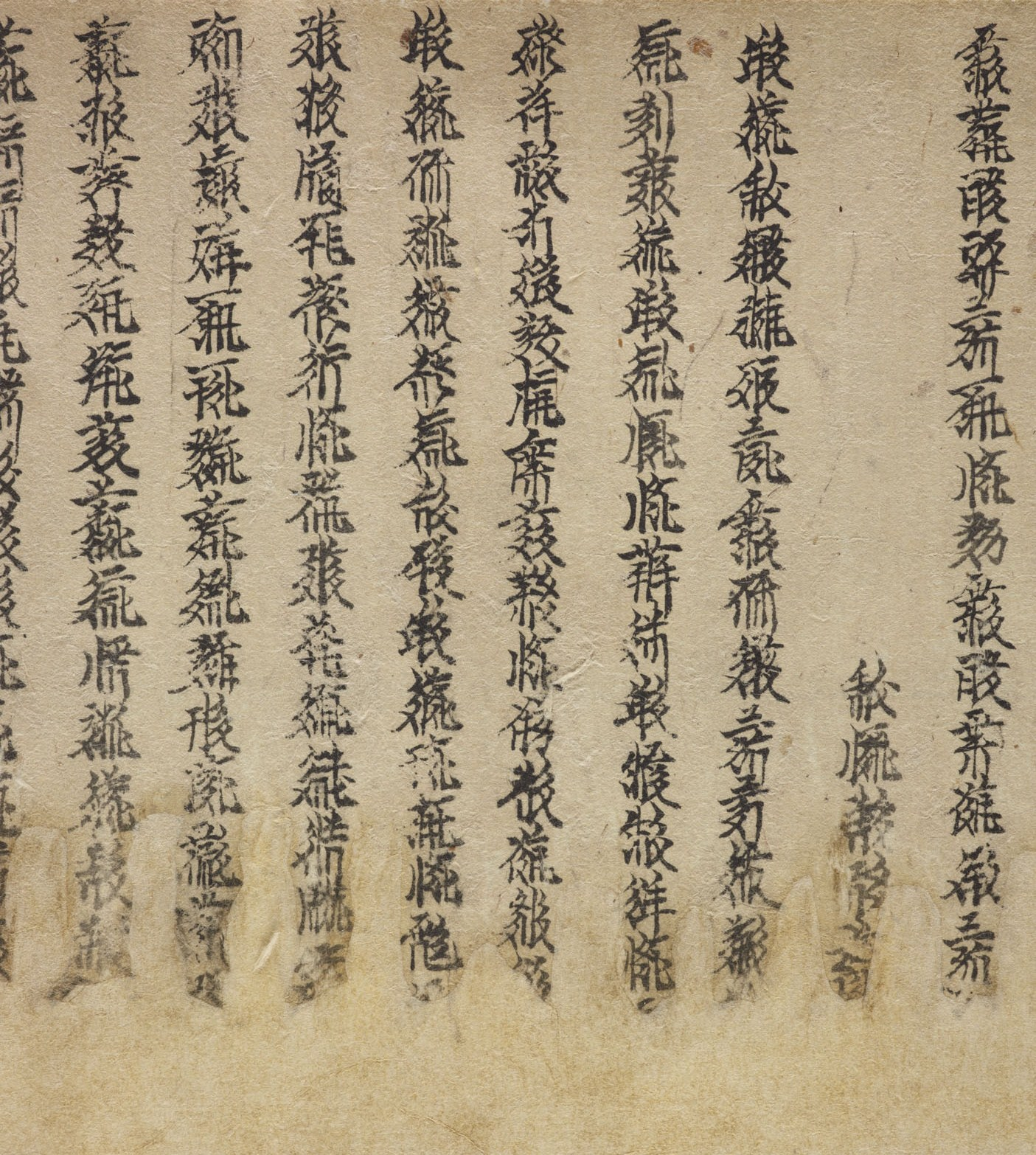
A „Tábornok kertje” című kínai mű tangut fordítása

Az Egyesült Államokban igen kevés kutató csatlakozott a tangut stúdiumokhoz. Az 1970-es években Luc Kwanten (1943–) a tangutok szomszédaikkal való kapcsolatát vizsgálta, majd 1982-ben megjelentette a „Gyöngy a tenyérben”, tangut–kínai glosszáriummal kapcsolatos tanulmányát. Az Egyesült Államokban Ruth W. Dunnell számít a tangutológia vezető szakértő szakértőjének, aki 1988-ban vizsgálta és lefordította az 1094-ben állított kősztélé tangut–kínai kétnyelvű feliratát. Munkája összegzését 1996-ban adta közre The Great State of White and High: Buddhism and State Foundation in Eleventh-Century Xia címen.

### Egyesült Királyság
Angliában a Clauson által megkezdett tangutológiai kutatásokat az új-zélandi születésű Eric Grinstead (1921–) vette át, aki az 1960-as években a British Museumban tevékenykedett. A múzeum Stein gyűjteményében azonosította a híres kínai stratéga, Csu-ko Liang (Zhuge Liang) (諸葛亮; 181–234) egyik hadászati kézikönyvének, a „Tábornok kertje” (Csiang jüan (Jiang yuan) 將苑) tangut nyelvű fordítását, továbbá összerendezte és megszerkesztette a tangut buddhista szövegeket, melyeket kilenc kötetben a The Tangut Tripitaka címen 1971-ben megjelentetett. Grinstead egyik legjelentősebb munkája mégis a tangut írásjegyek vizsgálatához kapcsolódik. Az 1972-ben publikált, Analysis of the Tangut Script című munkájában, minden egyes tangut írásjegyhez egy négyjegyű 'Telecode' számot rendelt, amely egyike azon korai kísérleteknek, melyek a tangut szövegek standard karakterekkel történő digatilizálására irányulnak.

## A tangutológia a 21. században
Az 1990-es évektől kezdve szerte a világon, fiatal kutatók új nemzedéke kapcsolódott be a tangutológiai kutatásokba. Kínában említésre méltó eredményeket ért el Szun Po-csün (Sun Bojun) (孫伯君) a szanszkritból fordított tangut szövegek vizsgálatával, Taj Csung-puj (Dai Zhongpui) (戴忠沛), aki a tangut szövegekhez írott tibeti nyelvű glosszáriumokat tanulmányozza, illetve Han Hsziao-mang (Han Xiaomang) (韩小忙) , akinek szakterülete a tangut írásjegyek ortográfiai elemzése. Japánban Arakava Sintaró (1971–) figyelemre méltó munkát végez a tangut fonológia terén. Az Egyesült Államokban Marc Miyake (1971–) a tangut nyelv korai korszakára, kialakulására, eredetére koncentrálva dolgozta ki egy „pre-tangut” nyelvvel kapcsolatos elméletét. Franciaországban, Guillaume Jacques a tangut nyelv igéinek vizsgálatával lendítette előrébb a tangutológia nyelvészeti vonatkozású kutatásait. Az Egyesült Királyságban továbbra is a magyar származású Stein Aurél-féle gyűjtemény tangut vonatkozású anyagának tudományos feldolgozása történik. Grindstead munkáját jelenleg a magyar sinológus, Galambos Imre (1967–) folytatja, akinek egyik fő kutatási területe a „Tábornok kertje” című mű tangut változatának vizsgálata.
A tangutológia kutatásoknak nagy lendületet adott Li Fan-ven (Li Fanwen) 2008-ban kiadott, bővített és átdolgozott tangut–kínai szótára, valamint az orosz Kicsanov és a japán Arakava közösen összeállított, és 2006-ban megjelentetett tangut–orosz–angol–kínai szótára is. Mindkét szótár már digitális tangut fontok használatával készült, de a tangut karakterek Unicode-ra történő adaptálása még jelenleg is zajlik.
Azt, hogy a világ bármely pontjáról egyre több tudós csatlakozhasson a tangutológiai kutatásokhoz, nagyban elősegítik a tangut nyelvű dokumentumok digitalizációját célzó projektek. Ilyen például a British Library kezdeményezése (1994), amely vállalkozás keretei között a kara-hotói és a tunhuang (dunhuag)i leletek digitalizációját és közzézételét tűzték ki célul.
A Ninghszia (Ningxia) Társadalomtudományi Akadémia 2010-ben indította útjáraTangut Research (Hszi-hszia jen-csiu (Xixia Yanjiu) 西夏研究) címen, negyedévente megjelenő folyóiratát. Ez az első olyan tudományos szakfolyóirat, amely kifejezetten a tangut stúdiumokra fókuszálva jelentet meg tanulmányokat.

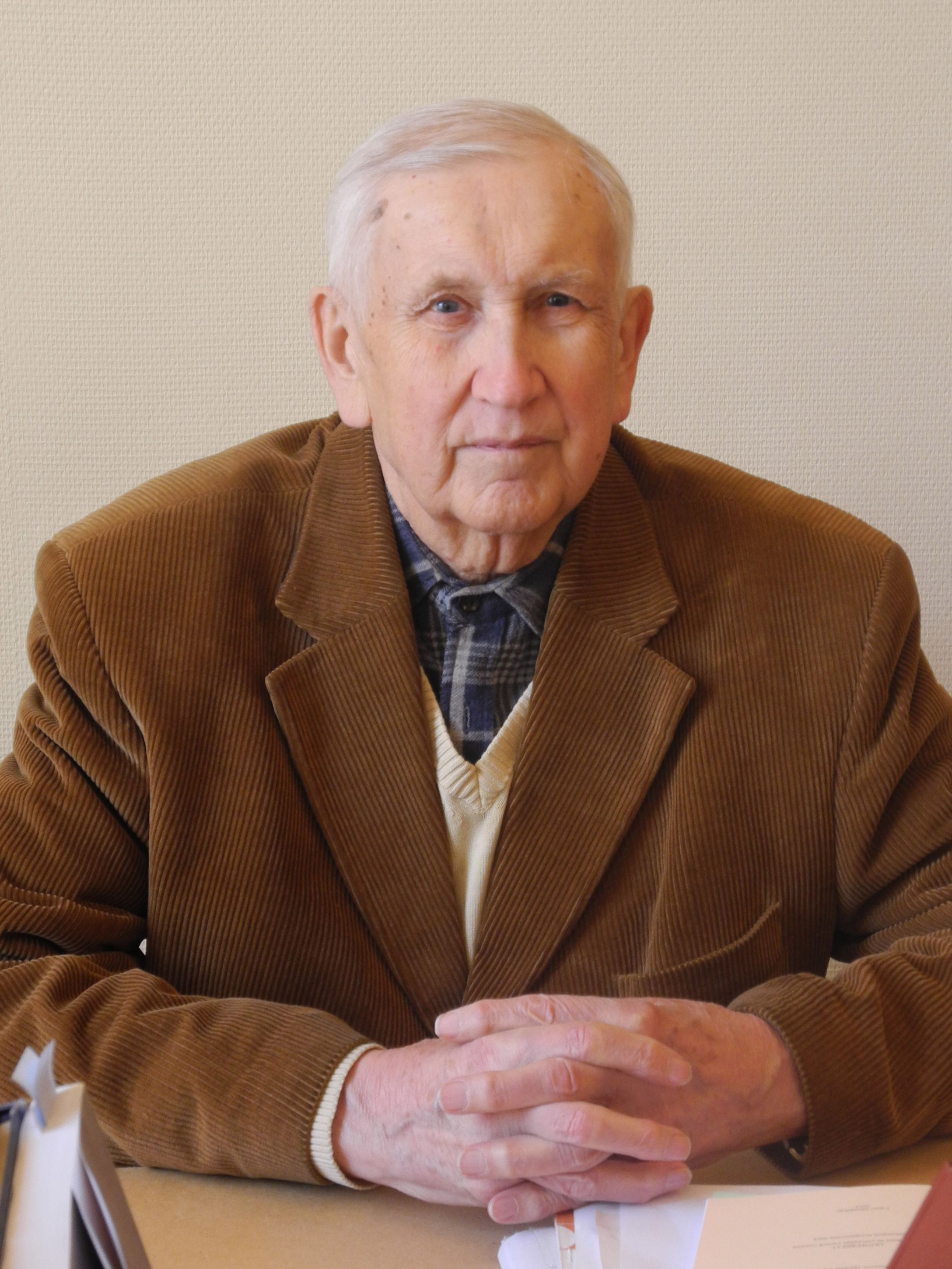
Jevgenyij Kicsanov
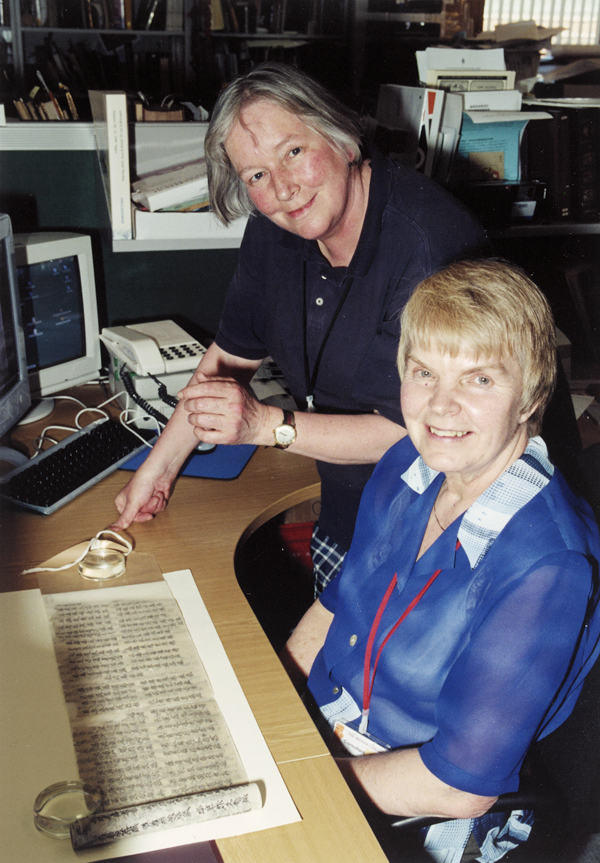
Kszenyija Keping (ül)
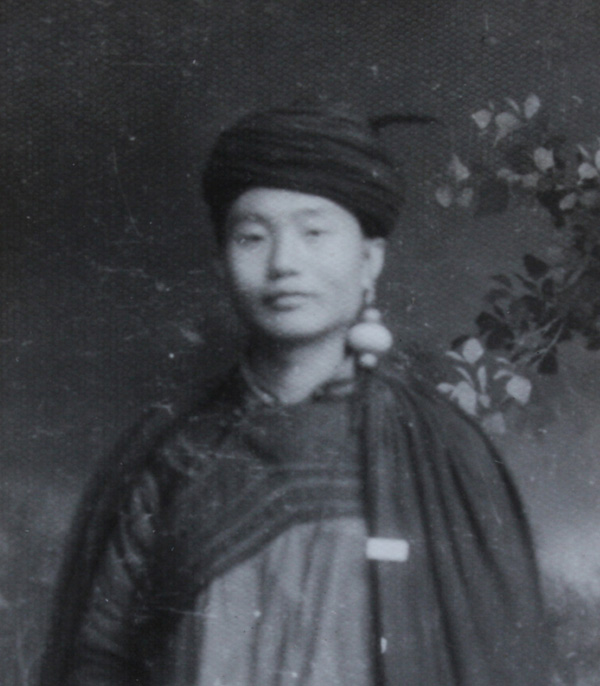
Si Csin-po (Shi Jinbo)
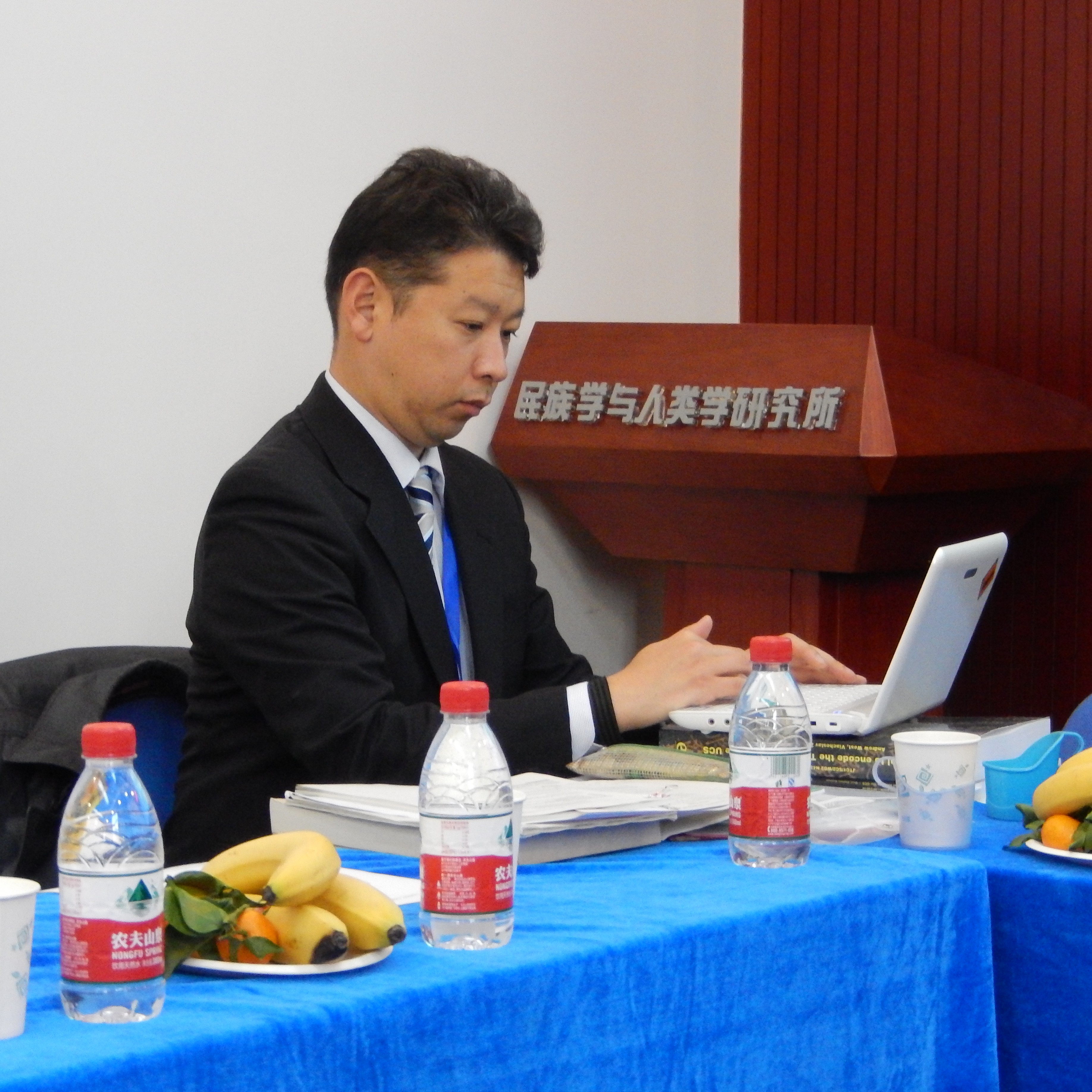
Arakava Sintaró
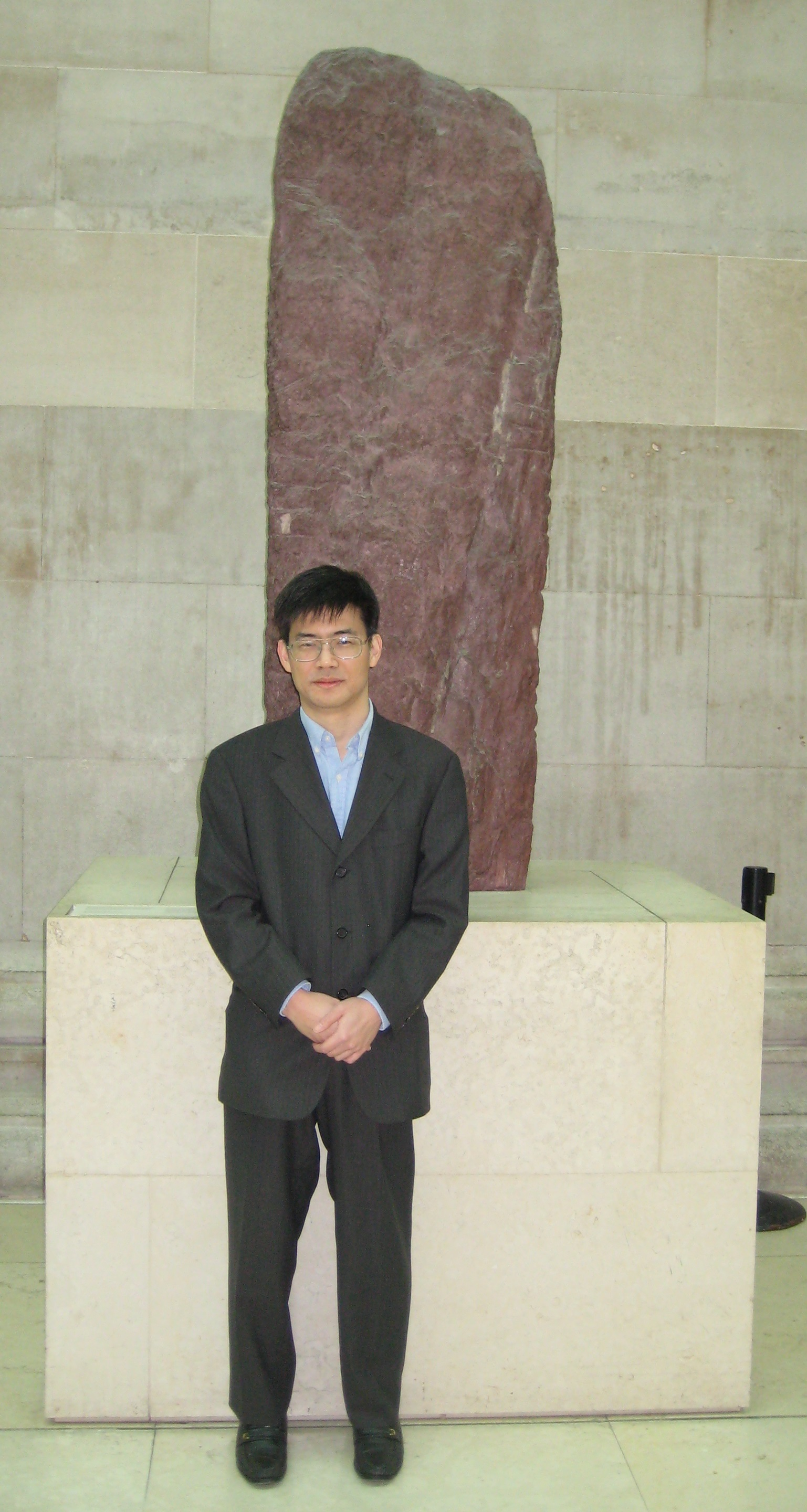
Marc Miyake
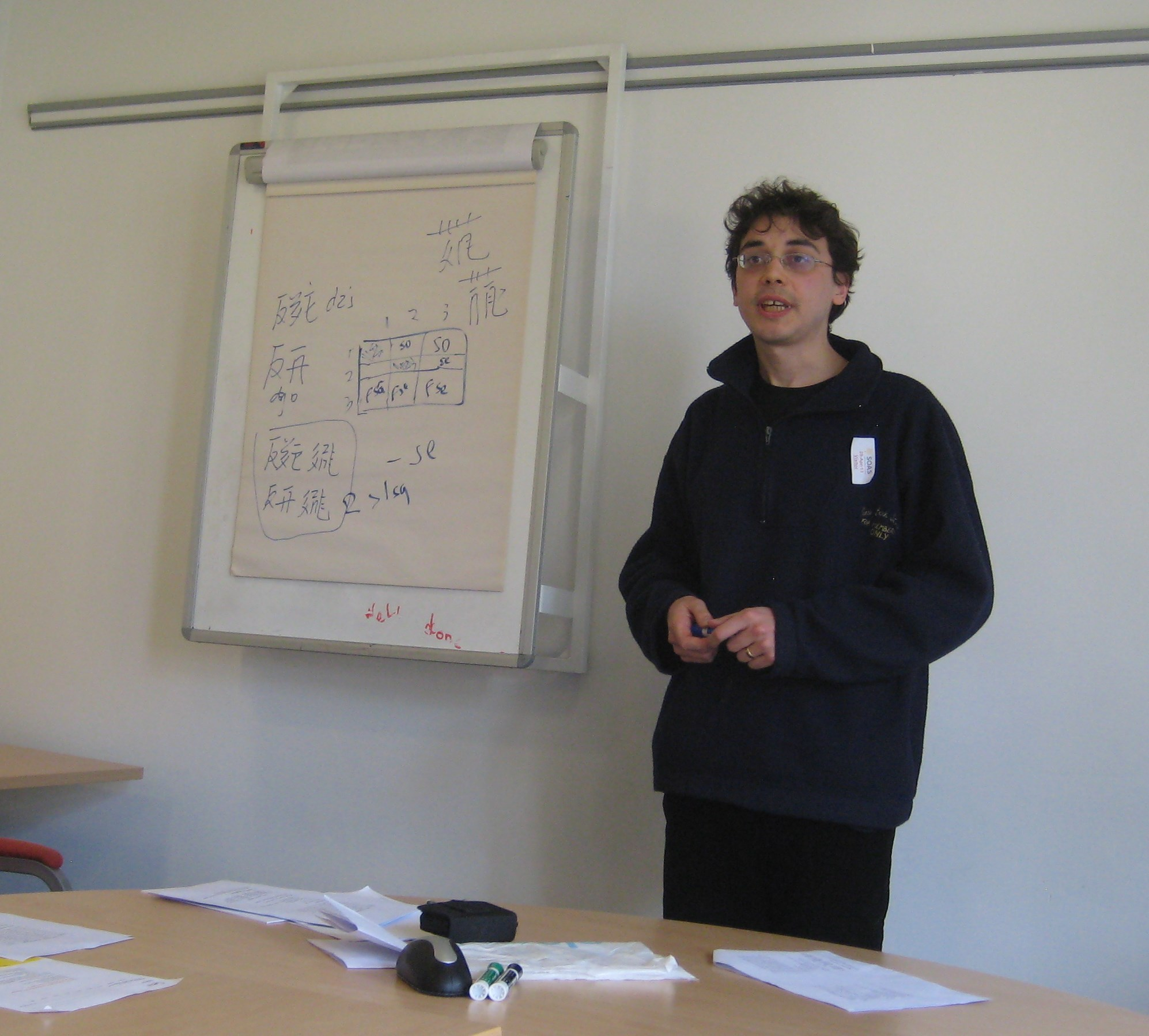
Guillaume Jacques
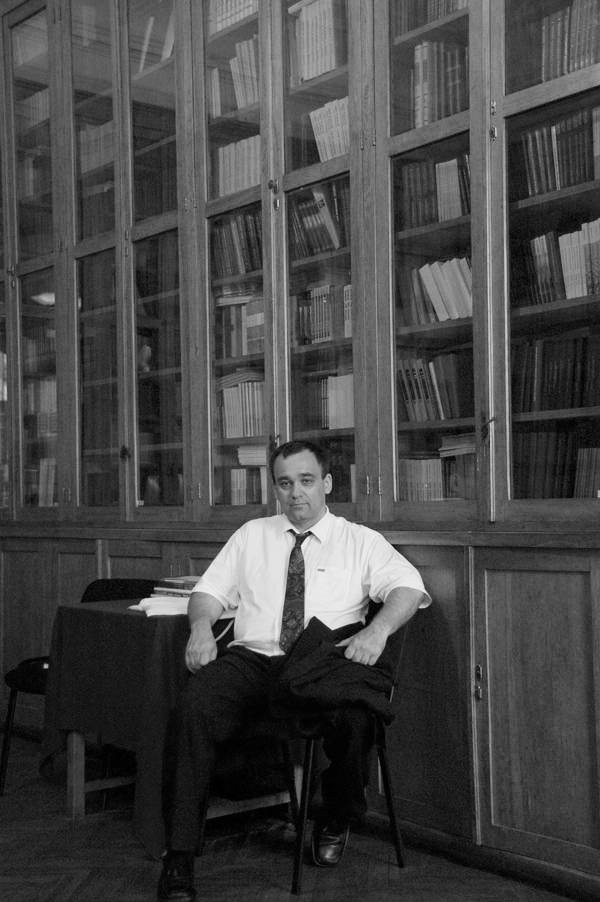
Galambos Imre

## Fordítás
Ez a szócikk részben vagy egészben  a   Tangutology című angol Wikipédia-szócikk ezen változatának fordításán alapul.  Az eredeti cikk szerkesztőit annak laptörténete sorolja fel. Ez a jelzés csupán a megfogalmazás eredetét és a szerzői jogokat jelzi, nem szolgál a cikkben szereplő információk forrásmegjelöléseként.